# Xiyue Miao

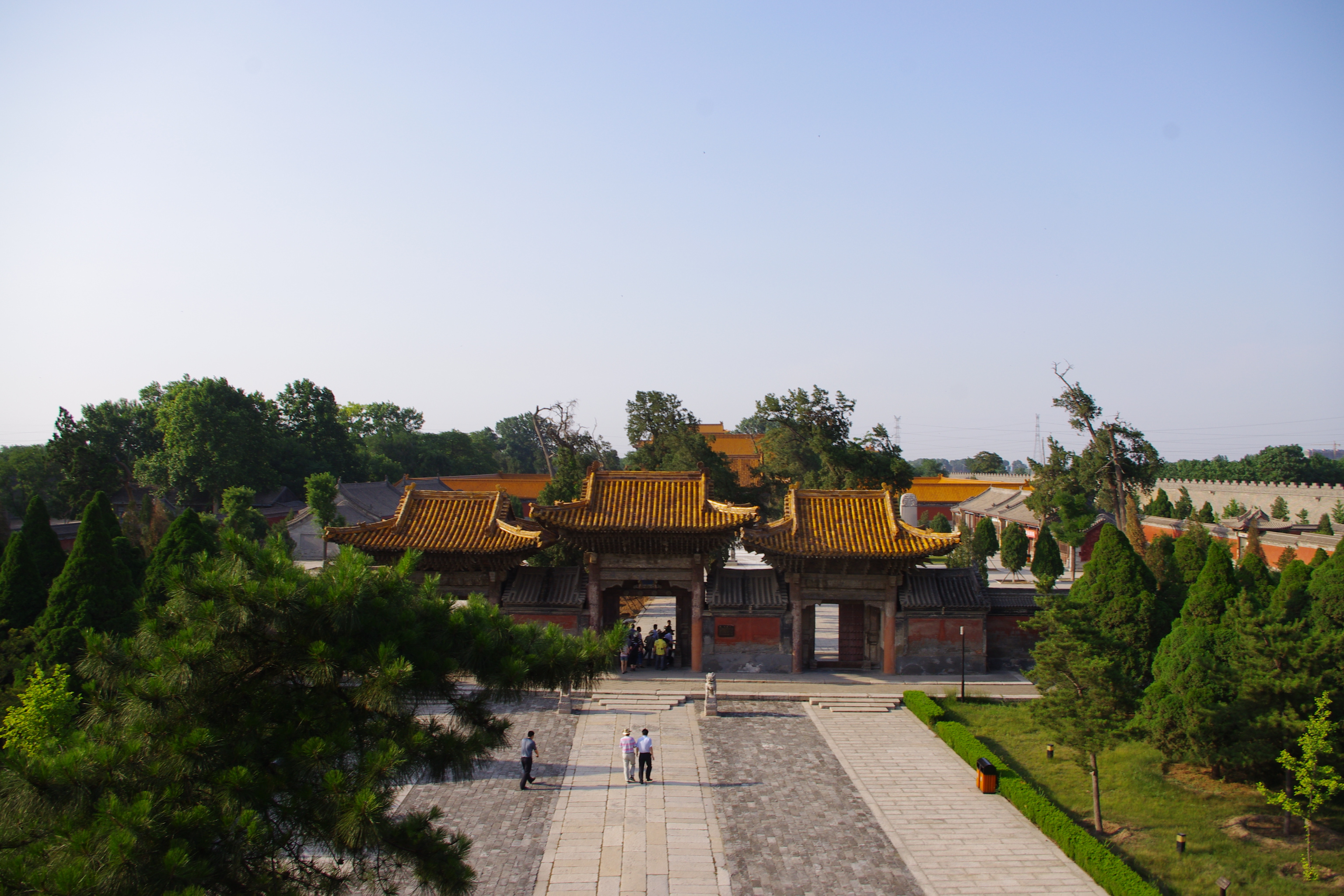
Eingang zum Xiyue-Tempel

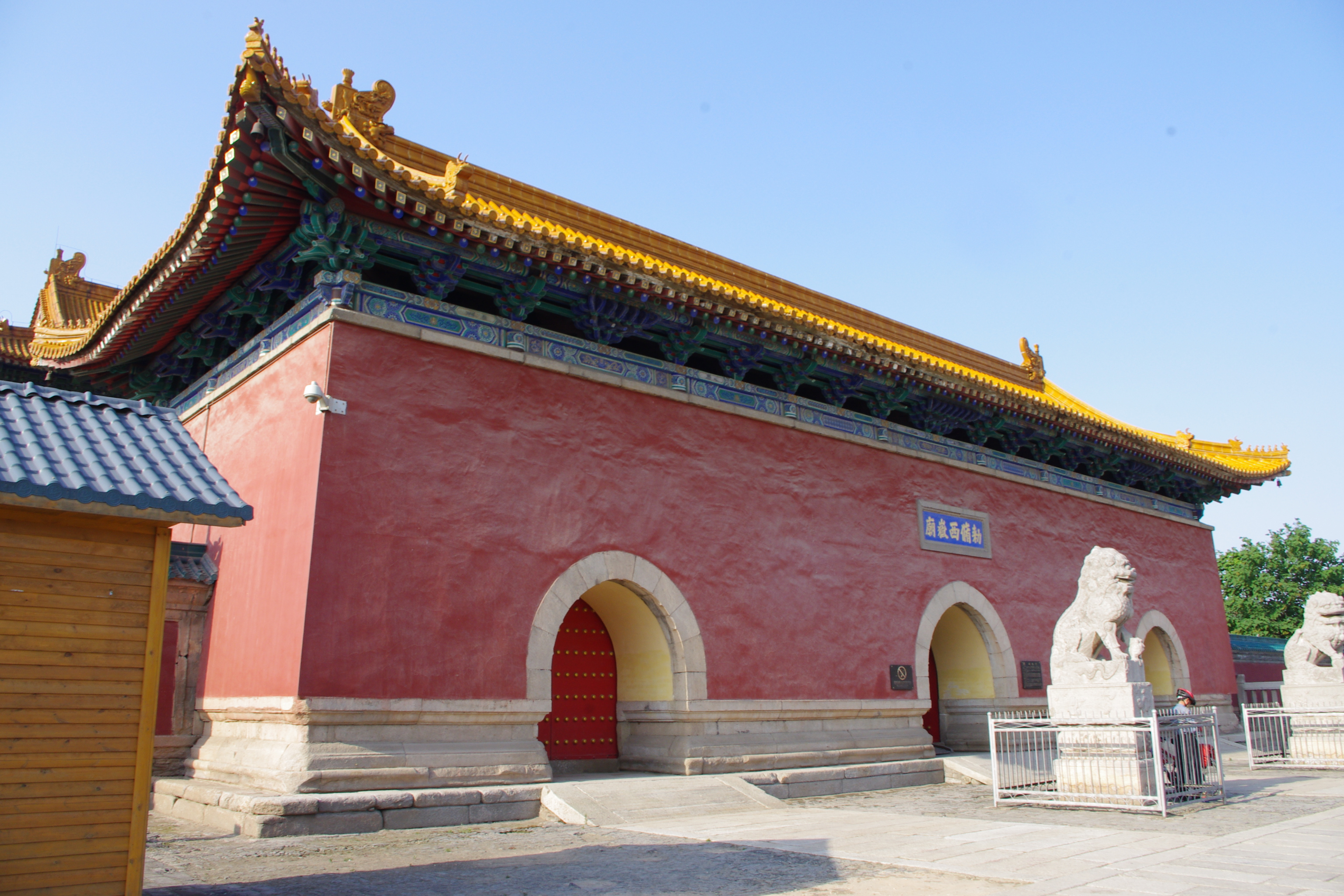
Haupthalle

Der Xiyue Miao (chinesisch 西岳庙, Pinyin Xiyue Miao, englisch Xiyue Temple) liegt am Fuß des Gebirges Hua Shan (des Großen Westlichen Gipfels, chin. Xiyue 西岳) östlich der Großgemeinde Yue (岳镇) der Stadt Huayin im Nordwesten der chinesischen Provinz Shaanxi. Hier opferte der Kaiser dem Gott des Hua Shan. Seine Pracht wird mit der des Kaiserpalastes in Peking verglichen und er trägt den Namen „Verbotene Stadt von Shaanxi“.
Der Tempel wurde ursprünglich in der Zeit des Kaisers Wu (Wudi) der Westlichen Han-Dynastie erbaut und in den folgenden Dynastien mehrmals renoviert. Die heutigen Gebäude stammen aus der Zeit der Ming- und Qing-Dynastien.
Der Xiyue Miao (Xiyue-Tempel) steht seit 1988 auf der Liste der Denkmäler der Volksrepublik China (3-126).